# Ë
Ë, ë は、Eにトレマないしウムラウト（字形は同じ）を付した文字である。フランス語、オランダ語、アルバニア語、ハンガリー語、ルクセンブルク語等で使われる。

## トレマとしての使用
フランス語では、母音字の後にのみ用い、その音節が子音で終わっていれば [ɛ] の音を表す。また、男性形が -gu で終わる語の女性形の語末で、gue であれば [ɡ(ə)] を表すが、元の発音である [ɡy] を表すために guë と書かれる。
オランダ語では、例えば ie は「イー」と発音するが、ië だと「イエ」となる。

## ウムラウトとしての使用
ハンガリー語では正書法の E e の音価には実は2種類あり、「広い e」[ɛ] (nyílt e) と「狭い e」[e] (zárt e) を別々の音素として区別して表記する場合に「狭い e」を Ë ë と表記する。専らハンガリー語学と方言学で用いられるが、ハンガリーでは e と ë で意味を区別するだけではなく、文法もよりわかりやすくなるために、正書法でも「狭い e」を導入すべきだという意見もある。
アルバニア語とルクセンブルク語では、Ë ë はシュワー（曖昧母音）の [ə] の音を表す。
日本語の上代特殊仮名遣いのローマ字表記では、ë は「乙類エ」を表す。「甲類エ (e)」とは異なる母音を表すが、具体的な音価は諸説あり未詳である。

## 符号位置
| 大文字 | Unicode | JIS X 0213 | 文字参照             | 小文字 | Unicode | JIS X 0213 | 文字参照             | 備考 |
| ------ | ------- | ---------- | -------------------- | ------ | ------- | ---------- | -------------------- | ---- |
| Ë      | U+00CB  | 1-9-34     | &Euml; &#xCB; &#203; | ë      | U+00EB  | 1-9-65     | &euml; &#xEB; &#235; |      |